# Smugglers (película de 2023)
Smugglers (en hangul, 밀수; en hanja, 密輸; romanización revisada, Milsu; literalmente, «Contrabando») es una película surcoreana de 2023 coescrita y dirigida por Ryoo Seung-wan y protagonizada por Kim Hye-soo, Yum Jung-ah, Jo In-sung, Park Jung-min, Kim Jong-soo y Go Min-si. Se estrenó el 26 de julio de 2023.

## Sinopsis
En la década de 1970, en un pueblecito costero llamado Guncheon, había un grupo de haenyeo formado por dos amigas íntimas, Chun-ja y Jin-sook, por el hermano de Jin-sook y Jang Do-ri. Las dos primeras se habían dedicado siempre a pescar marisco buceando en esas aguas. Pero comenzaron a construirse algunas fábricas cerca de la playa que vertían residuos tóxicos en el mar, lo que hizo inviable su modo de vida. Sin otra opción, decidieron unirse al negocio del contrabando para buscar una manera de subsistir. Al poco, el contrabando se volvió demasiado grande para que lo manejara la familia de Jin-sook, y el pacífico pueblo se fue desmoronando gradualmente.

## Reparto
- Kim Hye-soo como Jo Chun-ja, una contrabandista.[3][4][5]
- Yum Jung-ah como Um Jin-sook, la mejor amiga de Chun-ja y hermana mayor del contrabandista, que es la líder de las haenyeo.[3][4][5][6]
- Jo In-sung como el sargento Kwon, conocido como el rey nacional del contrabando.[3][5]
- Park Jung-min como Jang Do-ri, quien se transforma de un joven ingenuo a una persona llena de ambición.[3][7][8]
- Kim Jong-soo como Lee Jang-chun, funcionario de aduanas.[3][9][10]
- Go Min-si como Go Ok-bun, la carta oculta más joven, que dirige una cafetería.[3][11]
- Park Kyung-hye como Dok-soon, una haenyeo.[12][13]
- Kim Jae-hwa como una haenyeo.[12]
- Park Jun-myeon como Yang Geum-ne, una haenyeo.[12]
- Joo Bo-bi como Lee Eok-cheok, una haenyeo.[12]
- Kim Choong-gil como el Loco.
- Ahn Se-ho como Jim Soo-bok.
- Yoon Jong-goo como oficial de aduanas 1.
- Sing Yeong-ok como oficial de aduanas 2.
- Hong Sung-oh como oficial de aduanas 3.
- Koo Bon-woong como Mustang.
- Baek Joo-hee como Somers.

## Producción
Smugglers está dirigida por Ryoo Seung-wan, quien ha dirigido otros muchos éxitos de taquilla como, entre otros, The Berlin File (2013), Por encima de la ley (2015), The Battleship Island (2017) y Escape from Mogadishu (2021). También la productora es la misma en todos estos filmes. El propio Ryoo señaló que una razón importante para elegir esta película fue la posibilidad de filmar acción submarina. Sin embargo, no era consciente aún de las dificultades que entraña un rodaje en el mar, que debido a sus condiciones cambiantes es impredecible, y son muchos los días en que imposibilita el rodaje. Otro rasgo singular del filme es que se trata del primero de Ryoo cuyas protagonistas son mujeres, el cual trata de evitar representaciones que apelen a la atracción sexual o elementos que presenten a las mujeres de una manera voyerista: «es solo una mujer. Los personajes principales no son la madre, hija o esposa de alguien. Solo quería que fueran individuos completos».
En Smugglers juega un papel importante la música, formada por composiciones de los años 70 seleccionadas por el propio Ryoo ya durante la escritura del guion.
A principios de junio de 2021 se confirmó el reparto y comenzó el rodaje. La mayor parte de las escenas de acción fue realizada por los propios actores. Fueron particularmente complicadas para Yum Jung-ah, que no sabía nadar y necesitó tres meses de práctica, incluyendo inmersiones a seis metros de profundidad.
El 25 de enero de 2023 se anunció la fecha de estreno y se publicaron un cartel y un tráiler de la película, y el 12 de abril se publicaron otro cartel y un segundo tráiler. El 15 de junio se difundieron fotogramas de los seis personajes principales. El 4 de julio se publicó el cartel principal. La producción se presentó en un pase previo con conferencia de prensa celebrados el 18 de julio en el CGV Yongsan I-Park Mall de Yongsan-gu, Seúl.
La película se ha significado por ser la primera superproducción surcoreana protagonizada por actrices de mediana edad, una señal de superación de los límites dentro de los que tradicionalmente la industria cinematográfica confinaba a las mujeres. De hecho, el primer semestre de 2023 se caracterizó por los importantes papeles de varias actrices en cine y televisión (entre otras Song Hye-kyo, Kim Hee-ae, Moon So-ri, Jeon Do-yeon y Kim Hyun-joo), señalando una tendencia nacida ya algunos años antes pero aún en crecimiento.

## Estreno y taquilla
Smugglers se estrenó el 26 de julio de 2023 en 1932 salas. En los once primeros días superó los tres millones de espectadores, y al 31 de agosto había vendido 5 010 781 entradas, con una taquilla del equivalente a 36 542 251 dólares, y se encontraba por este concepto en la segunda posición entre las películas surcoreanas estrenadas en 2023. Se convirtió así en uno de los cuatro filmes que habían superado la barrera de los cinco millones de espectadores y el mayor éxito de taquilla del verano.
Entre los factores del éxito se han señalado el momento del estreno, la combinación adecuada de acción y comedia, un elenco brillante de grandes actores y la singularidad del tema y el trasfondo.
Fuera de su país, la película fue invitada oficialmente a la sección Piazza Grande del 76.º Festival Internacional de Cine de Locarno, que se celebró del 2 al 12 de agosto de 2023. También fue invitada a la sección Presentaciones Gala del 48.º Festival Internacional de Cine de Toronto, que se celebrará entre el 7 y el 17 de septiembre de 2023.

## Crítica
Jeon Chan-il (The Asian) escribe que «la mejor diversión de Smugglers se puede disfrutar sobre todo en las actuaciones de lujo del elenco y la caracterización construida por los actores», y destaca el trabajo de los secundarios Go Min-si, Park Jung-min y Kim Jong-soo. Y concluye: «sin embargo, Smugglers no es una película que apueste al juego únicamente con la actuación y la caracterización. El poder de la narrativa que avanza con fuerza impulsora imparable, la puesta en escena que testimonia plausiblemente la era de los años 1970 y el sonido que despierta y convoca esa época son virtudes que no deben pasarse por alto». Por ello destaca también el trabajo de Jang Ki-ha como director musical del filme.
Según Peter Debrugè (Variety), «la película se presenta como una reliquia perdida de tiempos menos ilustrados, pero cuenta con una dinámica de género que son muy de este momento», al «poner a seis mujeres en el centro de una elaborada operación de contrabando». Destaca Debrugè las escenas de acción, como «el enfrentamiento sorprendentemente brutal y magistralmente coreografiado entre Kwon y un pequeño ejército de adversarios», y en particular «el clímax submarino de la película, que está a la altura de Operación Trueno cuando se trata de grandes secuencias acuáticas».